# Zatrephes afenestrata
Zatrephes afenestrata är en fjärilsart som beskrevs av De Toulgoët 1987. Zatrephes afenestrata ingår i släktet Zatrephes och familjen björnspinnare. Inga underarter finns listade i Catalogue of Life.